# 撰善言司
撰善言司（せんぜんげんし)とは、飛鳥時代に、上古日本の先人の善言・教訓を集積した書を撰上するために設けられた官司。訓では「よきことえらぶつかさ」と読む。

## 概要
『日本書紀』巻第三十によると、『善言』という書物（説話集）を編集するための官職として、689年（持統天皇3年6月）、施基皇子・佐味朝臣宿那麻呂（さみ の あそみ すくなまろ）・羽田朝臣斉（はた の あそみ むごえ）・伊余部連馬飼（いよべ の むらじ うまかい）、調忌寸老人（つき の いみき おきな）大伴宿禰手拍（おおとも の すくね てうち）、巨勢朝臣多益須（こせ の あそみ たやす)の7人らとともに文才ある官人を任命して発足したものである。その目的は、南朝宋の范泰の『古今善言』30巻にならい、皇族や貴族の修養に役立てつ教訓的な史書を作ろうとしたものである。皇太子である軽皇子（のちの文武天皇）の教育には必要不可欠なものであった。
雄略天皇5年2月条（推定461年）にある葛城山の狩猟時のエピソード（皇后の諫言）や、天智天皇8年10月10日条（670年）の藤原内大臣の遺言のような「善言」の説話を収録する予定であったとされている。
しかし、結局、書物は完成せず、撰善言司は解散となり、草稿は『日本書紀』編纂の際に活用されたとも言われる。